# パナウェーブ研究所
パナウェーブ研究所（パナウェーブけんきゅうじょ）は、千乃裕子を代表とする千乃正法会という宗教団体の一部門である。福井県に本部を置いていた。1997年から全国行脚を続け、2003年頃に全身を白装束姿の信者らが白い車両20台とともに岐阜県の林道を占拠したことで、初期のオウム真理教を想起させるとしてメディア報道が過熱するなどした。

## 上位組織の概要
パナウェーブ研究所の上位組織は、東京都渋谷区に本部を置く千乃正法会である。千乃正法会は、千乃裕子と高橋佳子（GLA指導者）が対立したことによりGLA総合本部から分派したという指摘もあるが、GLAは千乃が在籍した事実はないと述べている。

## パナウェーブ研究所の概要
パナウェーブ研究所は、「スカラー電磁波は人体にとって有害である」と主張しており、スカラー電磁波から身を守るために有効という白装束（長袖のコート型白衣・白マスク・白頭巾・白長靴）を身にまとっている。また、移動用の車両には、スカラー電磁波を防ぐ効果があるという渦巻き模様の図柄を貼り付けていた。しかし、当時を取材した鹿取茂雄によれば、信者らはコンビニで電磁波を気にすることもなく、携帯電話で通話していたという。また、教祖・千乃裕子の主張を信じている者もいれば、疑いながらも従っているだけのものもいたという。
1977年頃に任意団体として設立され、「千乃正法」の名で活動したことがあり、1997年9月に岡山県英田郡作東町（現・美作市)で町道を塞いだとして、責任者1人が往来妨害容疑で逮捕された。その奇妙な様子から、2003年の4月から5月にかけて活動がワイドショーなどで大きく取り扱われ、一時的に有名になった。なお、研究所の名称に「パナ」を冠するため、パナソニック（当時の法人名・松下電器産業と松下電工）との関連性を問われたことがあったが、同社およびその関連会社とは完全に無関係である。
思想的には反共主義であり、「共産主義者が『スカラー電磁波』で日本を襲う」とも主張している。一例として、電柱上の電線が巻かれた部分（敷設の際にあまらせてあるもの）を示し、そこでスカラー電磁波を発生させるという攻撃がなされているとし、教祖はその被害を受けているなどと述べている。
1997年から全国行脚を続ける。
1999年には、「電磁界等を考えるシンポジウム京都会議」に参加し、スカラー電磁波問題について持論を展開した。彼らは、人工的に作られたスカラー電磁波が自然環境を汚染することで、自然環境が破壊され動植物の生存の危機となり、人類の滅亡に至ると主張する。また、大量の人工スカラー電磁波の放出により、地球の公転や自転にも影響があり、地球崩壊をもたらすという。
2002年9月から横浜市西区の帷子川などで生息が確認されていたアゴヒゲアザラシのタマちゃんに、エサを与え続けていることを明らかにした。
2003年4月26日頃から、岐阜県郡上郡八幡町（現・郡上市）から大和町（同）にかけての林道を、同年5月2日頃には岐阜県大野郡清見村（現・高山市）の国道472号を占拠。同年5月15日に天変地異が起こると主張、会員に対して山梨県北巨摩郡大泉村（現・北杜市）にあるドーム型施設に避難するよう呼びかけを行った。
2003年5月9日、森山真弓法務大臣が記者会見で、公安調査庁が調査中であることを明かした。5月10日には本拠地である福井県に戻ったため、騒動は幕を閉じた。5月14日、虚偽の自動車登録をしていた疑いが強まったとして、警視庁公安部が全国の施設を家宅捜索した。同研究所代表（千乃裕子とは別人）、自動車整備工場の検査員ら3名が起訴され、2004年5月25日、福井地方裁判所でそれぞれ懲役1年6カ月、執行猶予つきの有罪判決がなされた。
2003年8月7日、福井市五太子町（12世帯22人の高齢者が暮らす小さな集落）の施設内で、福岡教育大学助教授で、反共産主義の論文執筆を行うなど、集団の中枢メンバーであった千草聡が変死した。警察の調べで死因は、背中の打撲による外傷性ショックと熱中症によるものと判明、12月5日、メンバー5人が傷害致死容疑で逮捕された。
2004年夏、取材を行っていた鹿取茂雄は、本拠地付近に車を止めていたところ、サーチライトを照射され、「ストーカー車追跡中」と書かれた白い四輪駆動車で猛スピードで数kmにわたり追いかけられた。同年秋頃からカラスに餌付けを始めたため、周辺の農作物に被害が発生、自治会や福井市からの中止の申し入れに対して、野生動物の愛護を主張した。福井市は、2006年5月2日から1ヶ月間の駆除を許可し、地元猟友会員が駆除を行った。
2003年に有名になる以前にも、日本共産党に対して何らかの文書を送りつけるなどの活動も行っていたとされる。
2005年頃には、本拠地全体が白い布で覆われ、施設周囲には渦巻マークが貼られるようになり、それが周辺の立ち木にまで拡張した。
2006年10月26日、千乃裕子代表は、72歳で死亡した。
2009年、白い布がほぼ撤去され、パナウェーブ研究所の看板も下ろされるが、新たに千乃正法会の書籍のみを扱う出版社の会社名が掲げられる。さらに、敷地内には新たに建物が建ったのが確認され1棟だった建物が計4棟に増える。
2011年10月、福井新聞の取材によれば、研究所は以前とは打って変わって普通の民家のような佇まいになっており、中の者によると「パナウェーブ研究所はもう無い」という返事が返ってきており、自然消滅したとみられる。
2021年5月8日、定期的にパナウェーブ研究所の本拠地を訪れていたフリーライターの鹿取茂雄が本拠地を訪問した。集落内でトラブルもなく平和に暮らしているように見えたと書いている。

## パナウェーブ研究所とメディア
「週刊文春」2003年4月23日号は、多摩川に出現したアゴヒゲアザラシのタマちゃんを捕獲して自然に返すことを意図する「タマちゃんのことを想う会」と千乃正法会＝パナウェーブ研究所について報道した。4月25日、フジテレビ『スーパーニュース』で「謎の白装束集団・タマちゃん移送計画」という4分42秒のニュースが流れる。白装束の一団が移動するという現象はテレビ的にもたいへん見栄えのする映像だったということもあり、連日のようにその一団の移動の様子が報じられた。これまではあまり知られていなかった団体であったためマスコミも状況を把握しておらず「白装束集団」「白ずくめ集団」と報道していた。集団が福井県大野市九頭竜湖周辺や鳥取県岩美郡国府町（現・鳥取市）などに居座っている事や団体の過去の行動が報道されるにつれてテレビ報道が過熱化、5月1日に佐藤英彦警察庁長官が「彼らの装束や行動は異様だ。オウム真理教の初期に似ている。」と指摘した。5月11日に集団は福井市五太子町のパナウェーブ研究所に到着した。5月14日、警視庁公安部、福井県警、山梨県警などは、パナウェーブ研究所の関係者が虚偽の自動車登録をしていたとして、電磁的公正証書原本不実記録の疑いで団体施設・関連会社全国12ヶ所を捜索した（この件で、東京簡易裁判所は9月2日までに、千乃正法会の元経理責任者に対し、電磁的公正証書原本不実記録・供用の罪で、罰金50万円の略式命令を出した）。6月になると物珍しさが薄れ、教団の危険性も少ないと判断されて報道は沈静化した。宗教学者石井研士は「振り返ってみると、報道は明らかに根拠のない過剰なもので、集中報道しなければならなかった理由は見当たらない」としてオウム事件当時のTV報道と対比している。
ワイドショーに取り上げられ一躍有名になったのは、「惑星ニビル星が地球に落下してくる天変地異」の危険を訴え、福井県に向けて大移動を行ったためである（鳥取県を中心とする日本海側での移動も取り上げられた）。ただ、パナウェーブ研究所の関係者が「我々は反共団体だ」とコメントしたのを、誤って「環境団体」とテロップをつけて報道した事もあった。右翼団体が抗議におしかけるが、パナウェーブ研究所側の反共団体という説明に、むしろ納得して引き下がるといった場面もあった。また、月光仮面の格好をしてプラカードを掲げた辻山清が抗議に詰め寄る一幕もあった。
結果として、研究所が主張していたような天変地異は起こらなかった。

## 鹿取茂雄による取材
2021年5月8日、定期的にパナウェーブ研究所の本拠地を訪れていたフリーライターの鹿取茂雄が文春オンラインに寄稿した。「白装束集団の今」というタイトルで前後編に分けて書かれた記事の後編「かつての本拠地を訪ねてみると…白装束集団『パナウェーブ研究所』が18年間で激変してしまったワケ」によると、2004年には本拠地を訪ねたときはサーチライトで照らされ、懐中電灯を持った人々、そして『ストーカー車追跡中』と書かれた四駆の車に追いかけられた。本拠地は2005年にかけて白い布で覆われ、立ち木にも巻かれ、渦巻き模様のマークが貼られていった。しかし、2006年に代表の千野が死去すると白い布は減っていき、2007年の時点では立ち木に巻かれた布は取り払われ、渦巻き模様も消えていた。2009年には白い布は撤去され、パナウェーブ研究所の看板も降ろされ、千乃正法会の書籍のみを扱う出版社の社名が掲げられていた。白装束集団などとして報道されてから18年が経過した2021年の時点で取材を申し込んだが、「うちは一切関係ありませんので」「過去のことを言ってもしょうがないので。今はみんな通ってきています。ここで平穏に過ごしたいだけなんです」と関係者は答え、集落内でトラブルもなく平和に暮らしているように見えたと書いている。また、鹿取はメディアの報じ方にも問題があったとしている。